# クベルガニャ
クベルガニャ (ロシア語: Куберганя; サハ語: Кэбэргэнэ)とは、ロシア連邦サハ共和国アビー地区 マイオール民族区域にある村。地区の中心地であるベラヤ・ゴラの170km南西に位置する。人口は477人（2017年）。